# (Des)Concerto
{Des}Concerto é o primeiro álbum ao vivo e em vídeo da cantora e compositora brasileira Pitty. Foi gravado em 6 de julho de 2007 no Citibank Hall, em São Paulo, e lançado em 15 de setembro de 2007 em CD e DVD pela gravadora Deckdisc.
O álbum ao vivo conta com os maiores sucessos de sua carreira e duas faixas inéditas: "Pulsos" e "Malditos Cromossomos". Um dos maiores sucessos de sua carreira, a música "Teto de Vidro", também foi executada no show, mas por algum motivo desconhecido, acabou ficando de fora do CD e do DVD.

## Faixas
| N.º | Título                 | Compositor(es)           | Duração |  |
| 1.  | "Anacrônico"           | Pitty, Graco             | 3:58    |  |
| 2.  | "Admirável Chip Novo"  | Pitty                    | 2:57    |  |
| 3.  | "Semana que Vem"       | Pitty                    | 4:19    |  |
| 4.  | "Déjà Vu"              | Pitty, Peu               | 4:31    |  |
| 5.  | "Brinquedo Torto"      | Pitty                    | 5:24    |  |
| 6.  | "Memórias"             | Pitty                    | 6:53    |  |
| 7.  | "Na Sua Estante"       | Pitty                    | 4:05    |  |
| 8.  | "Malditos Cromossomos" | Pitty, Martin            | 2:12    |  |
| 9.  | "De Você"              | Pitty, Martin, Joe, Duda | 3:53    |  |
| 10. | "No Escuro"            | Pitty                    | 3:16    |  |
| 11. | "Equalize"             | Pitty, Peu               | 4:15    |  |
| 12. | "Pulsos"               | Pitty, Martin            | 4:39    |  |
| 13. | "Ignorin' U"           | Pitty                    | 4:29    |  |
| 14. | "A Saideira"           | Pitty                    | 2:51    |  |
| 15. | "I Wanna Be"           | Pitty                    | 3:01    |  |
| 16. | "Seu Mestre Mandou"    | Pitty                    | 2:35    |  |
| 17. | "Máscara"              | Pitty                    | 8:34    |  |

| Críticas profissionais                                                      | Críticas profissionais |
| Avaliações da crítica                                                       | Avaliações da crítica  |
| Fonte                                                                       | Avaliação              |
| --------------------------------------------------------------------------- | ---------------------- |
| G1                                                                          | [ 2 ]                  |
| Esta tabela precisa de ser acompanhada por texto em prosa. Consulte o guia. |                        |

## Formação
- Pitty: vocal
- Martin Mendonça: guitarra
- Joe Gomes: baixo
- Duda Machado: bateria

## Certificações & Desempenho

### Álbum
| País   | Associação          | Certificações | Vendas  |
| ------ | ------------------- | ------------- | ------- |
| Brasil | (Pro-Música Brasil) | Ouro          | 50.000+ |

### Singles
| Ano  | Single    | Melhor posição | Melhor posição | Melhor posição | Melhor posição | Melhor posição |
| Ano  | Single    | BRA Hot 100    | BRA Hit Parade | BRA Bill.      | BRA Bill. Pop  | HISP           |
| ---- | --------- | -------------- | -------------- | -------------- | -------------- | -------------- |
| 2008 | "De Você" | 10             | 8              | 13             | 15             | 9              |